# 徳島県中学校一覧
| 総数                  | 80校・2分校      |
| 国立                  | 1校              |
| 公立                  | 77校・2分校      |
| 私立                  | 2校              |
| 教育委員会所在地      | 〒770-8570       |
| 徳島県徳島市万代町1-1 |                  |
| 公式サイト            | 徳島県教育委員会 |

徳島県中学校一覧（とくしまけんちゅうがっこういちらん）は、徳島県の中学校、中等教育学校（前期課程）および義務教育学校（後期課程）の一覧。廃止された中学校については、徳島県中学校の廃校一覧を参照。

## 国立中学校
- 鳴門教育大学附属中学校

## 公立中学校

### 徳島市

#### 県立
- 徳島県立城ノ内中等教育学校
- 徳島県立しらさぎ中学校（夜間学級）[1]

#### 市立
- 徳島市徳島中学校
- 徳島市城西中学校
- 徳島市富田中学校
- 徳島市城東中学校
- 徳島市津田中学校
- 徳島市加茂名中学校
- 徳島市八万中学校
- 徳島市南部中学校
- 徳島市不動中学校
- 徳島市上八万中学校
- 徳島市入田中学校
- 徳島市川内中学校
- 徳島市応神中学校
- 徳島市国府中学校
- 徳島市北井上中学校

### 鳴門市
- 鳴門市大麻中学校
  - 鳴門市大麻中学校広塚分校
- 鳴門市瀬戸中学校
- 鳴門市鳴門中学校
- 鳴門市第一中学校
- 鳴門市第二中学校

### 小松島市
- 小松島市立小松島中学校
- 小松島市立小松島南中学校

### 阿南市

#### 県立
- 徳島県立富岡東中学校

#### 市立
- 阿南市立阿南中学校
- 阿南市立阿南第一中学校
- 阿南市立阿南第二中学校
- 阿南市立新野中学校
- 阿南市立加茂谷中学校
- 阿南市立那賀川中学校
- 阿南市立羽ノ浦中学校
- 阿南市立福井中学校

### 吉野川市

#### 県立
- 徳島県立川島中学校

#### 市立
- 吉野川市立鴨島東中学校
- 吉野川市立鴨島第一中学校
- 吉野川市立川島中学校
- 吉野川市立山川中学校

### 阿波市
- 阿波市立吉野中学校
- 阿波市立土成中学校
- 阿波市立市場中学校
- 阿波市立阿波中学校

### 美馬市
- 美馬市立江原中学校
- 美馬市立脇町中学校
- 美馬市立岩倉中学校
- 美馬市立美馬中学校
- 美馬市立三島中学校
- 美馬市立穴吹中学校
- 美馬市立木屋平中学校

### 三好市
- 三好市立三野中学校
- 三好市立池田中学校
- 三好市立山城中学校
- 三好市立井川中学校
- 三好市立東祖谷中学校
- 三好市立西祖谷中学校

### 勝浦郡
- 勝浦町立勝浦中学校
- 上勝町立上勝中学校

### 名東郡
- 佐那河内村立佐那河内中学校

### 名西郡
- 石井町立石井中学校
- 石井町立高浦中学校
- 神山町立神山中学校

### 那賀郡
- 那賀町立鷲敷中学校
- 那賀町立相生中学校
- 那賀町立木頭中学校

### 海部郡
- 海陽町立海陽中学校
- 海陽町立宍喰中学校
- 美波町立由岐中学校
  - 美波町立由岐中学校伊座利分校
- 牟岐町立牟岐中学校
- 美波町立日和佐中学校

### 板野郡
- 藍住町立藍住中学校
- 藍住町立藍住東中学校
- 板野町立板野中学校
- 上板町立上板中学校
- 北島町立北島中学校
- 松茂町立松茂中学校

### 美馬郡
- つるぎ町立貞光中学校
- つるぎ町立半田中学校

### 三好郡
- 東みよし町立三好中学校
- 東みよし町立三加茂中学校

## 私立中学校
- 生光学園中学校
- 徳島文理中学校